# Kuća na pijesku (1985.)
Kuća na pijesku, hrvatski dugometražni film redatelja i produkcijskog dizajneraIvana Martinca proizveden 1985., a premijerno prikazan 1986. godine.
Film je 2008. godine zaštićen fotokemijskim postupkom izradom zamjenskih izvornih materijala. 2019. film je restauriran digitalnim postupkom pod nadzorom direktora fotografije Andrije Pivčevića, nakon čega je više puta javno prikazan.